# New Millennium Program
New Millennium Program – program misji kosmicznych NASA, którego zadaniem było przetestowanie nowych technologii na potrzeby przyszłych misji. NASA anulowała program w 2008 r., przeznaczając otrzymane w ramach budżetu na rok fiskalny 2009 środki finansowe na inne cele.
Statki kosmiczne i eksperymenty programu New Millenium początkowo nosiły nazwę „Deep Space” (dla misji planetarnych) i „Earth Observing” (misje na orbicie Ziemi). W 2000, wraz ze zmianami w samym programie, Deep Space otrzymały nazwę „Space Technology”.

## Misje i eksperymenty, które odbyły w ramach programu New Millennium
- Deep Space 1, misja przeprowadzona w latach 1998–2001 zakończona sukcesem, sonda kosmiczna z silnikiem jonowym przeleciała koło planetoidy (9969) Braille i komety Borrely'ego
- Deep Space 2, penetratory gruntu Marsa, które poleciały na pokładzie sondy Mars Polar Lander w 1999; misja zakończona niepowodzeniem
- Earth Observing 1, satelita obserwacji Ziemi, wystartował w 2000; sukces
- Space Technology 5, zespół trzech satelitów do obserwacji magnetosfery; misję rozpoczęto 22 marca 2006; pierwsza misja oparta na systemie czasu rzeczywistego RTEMS bazującym na GPL
- Space Technology 6, eksperyment składał się z dwóch części:

– Autonomous Sciencecraft Experiment, autonomiczny system programistyczny, działał na pokładzie satelity Earth Observing 1 od 2003
– Inertial Stellar Compass, system nawigacji bezwładnościowej, poleciał w kosmos na pokładzie satelity TacSat-2 w 2006

## Odwołane misje
- Deep Space 3/Space Technology 3 (StarLight) – kosmiczny interferometr gwiezdny
- Deep Space 4/Space Technology 4 (Champollion) – sonda, której start planowano w 2003, jej zadaniem miało być wejście na orbitę komety Tempel 1, wylądowanie, pobranie próbek gruntu i powrót na Ziemię w 2010; misja anulowana w 1999
- Earth Observing 2 – plan użycia lidarów umieszczonych w przestrzeni kosmicznej do pomiarów wiatrów atmosferycznych, odwołany w 1998
- Earth Observing 3 (GIFTS – (ang.) Geostationary Imaging Fourier Transform Spectrometer) – geostacjonarny satelita obserwacyjny wykorzystujący spektroskopię fourierowską; start planowany był na lata 2005-2006
- Space Technology 8 – satelita technologiczny projektowany i budowany przez Orbital Sciences Corporation, którego start planowany był na 2009

## Eksperyment w trakcie realizacji
Mimo że New Millennium Program został anulowany, jeden z jego eksperymentów jest kontynuowany:
- Space Technology 7 – Disturbance Reduction System (DRS) – eksperyment obserwacji fal grawitacyjnych; start w lipcu 2015[2] na pokładzie sondy LISA Pathfinder[3] (pierwotnie zakładano start w 2009 roku)